# Большой театр (Санкт-Петербург)
Великий театр (Кам’яний театр) — перша постійна театральна будівля в Петербурзі, найбільша в Росії і одна з найбільших театральних будівель в Європі XVIII — першої половини XIX ст.

## Історія
З 1783 театр був надзвичайно популярним не тільки серед петербуржців, а й серед гостей міста. Часто глядачами була імператорська родина. У спектаклях переважав жанр опери з розмовними діалогами. У театрі регулярно давалися оперні та балетні, а також драматичні (до відкриття Александрінського театру в 1832) спектаклі, проводилися концерти, дитячі ранки, бали і маскаради. Під час масових святкувань у залі зводився поміст, що значно збільшувало місткість театру. До середини XIX століття Кам’яний театр служив основною сценою імператорської придворної трупи, тут ставилися багато опер російського і зарубіжного репертуару, виступали відомі артисти опери і балету.
У серпні 1785 для виступів в театрі приїхали на запрошення танцюристи Лепік і Шарль Гертруда Россі. З ними в Петербург приїхав син Гертруди — Карло Россі, майбутній знаменитий петербурзький зодчий.
У 1803 капельмейстером італійської та російської оперної трупи став відомий італійський композитор Катерино Кавос, а балетну — очолив французький хореограф Шарль Дідло, що задумав зробити імператорський балет найкращим в світі. Кавос і Дідло не обмежувалися в своєму репертуарі зарубіжної класикою. На сцені театру були поставлені балет «Повстанці, або Любов до Батьківщини» (посвята війні 1812 року), опера «Іван Сусанін», що стала однією з перших російських опер. «Кавказький бранець, або Тінь нареченої» за мотивами твору Олександра Пушкіна. Музику до них написав Катерино Кавос, а написанням лібрето і постановкою займалися Шарль Дідло і Іван Вальберх.
Набуття театром свого будинку призвело до становлення оперної та балетної культури в Росії. Аж до кінця XVIII століття в Петербурзі панували італійські і французькі хореографи — Франц Гільфердінг, Шарль Лепік, Гаспаро Анджоліні, Джузеппе Канціані, але незабаром тут стали запалюватися і російські зірки. У Північній Пальмірі почав працювати перший російський хореограф Іван Вальберх (Лєсогоров), в своїй творчості віддавав перевагу пантомімі і балетам-дивертисмент. А танцівники А. Глушковський, Катерина Колосова, Є. Істоміна, В. Зубова і К. Телешева стали першими балетними знаменитостями зі слов’янськими прізвищами.
Російська опера теж стала поступово витісняти панівну до цього часу італійську. На рубежі XVIII і XIX століть в театрі були поставлені твори вітчизняних композиторів, які заклали основи російського музично-драматичного стилю — «Орфей» та «Ямщики на підставі» Є. Фоміна, «Мельник, чаклун, обманщик і сват» М. Соколовського та «Нещастя від карети» за текстом Княжніна і музикою В. Пашкевича.
У театрі відбулися прем'єри опер Михайла Глінки — «Життя за царя» (1836), що ознаменувала народження нової російської класичної опери, і «Руслан і Людмила» (1842). Ставилися також опери інших російських композиторів. Виступали співаки Є. С. Сандунова, П. В. Злов, Леон Леонов, Г. Климовський, А. Г. Єфремов, В. А. Шемаєв.
У 1847 на цій сцені дебютував Маріус Петіпа, який змінив на посаді головного імператорського балетмейстера французького хореографа Артура Сен-Леона і зв’язав своє життя з російським балетом на цілих півстоліття. У його постановках виступали на сцені театру Е. О. Вазем, Т. А. Стуколкін, Кароліна Розаті, Л. І. Іванов, О. І. Єжова, К. І. Канцирева, Н. К. Богданова, М. Н. Муравйова, М. М. Петіпа, А. І. Пріхунова, М. Н. Мадаєва, А. Ф. Вергина, А. Н. Кеммерер.
У 1862 в театрі поставлена опера «Сила долі», написана для Великого Кам’яного театру Джузеппе Верді.

## Місцезнаходження
Будівля Великого кам’яного театру знаходилась на місці, де в середині XVIII століття розташовувалася Брумбергова площа (нині це Театральна площа). Це місце було назване на честь пильних млинів, які розташовувалися тут.  
У 1765, за наказом Катерини II, тут були побудовані каруселі, гойдалки, амфітеатр для вистав, які влаштовували два рази на тиждень. У них грали добровольці з ремісників, піддячих і крамничних продавців. Поліція стежила за репертуаром і платила артистам за виступ.

9 червня 1773 видано указ про створення в Санкт-Петербурзі
|  | «публічного російського комедіального видовища … яке і виробляти на побудованому для каруселі місці, і для подання їх побудувати театр». |

 Проект театру виконав архітектор Антоніо Рінальді.

## Будівництво
Будівництво театральної будівлі почалося в 1775. Фактичним керівником був діючий таємний радник М. А. Деденев. Зведення стін завершили в 1779. Тоді ж з Рінальді трапилося нещастя. Він так впав з риштування, що нездужав до самої смерті і не міг стежити за виконанням своїх проектів. 
У 1781 його змінив генерал-інженер Ф. В. Бауер. Будівля вийшла значно більшою, вищою та масивнішою від сусідніх будівель. Її довжина склала 85, ширина — 45, висота — 19 метрів.
В історію вона увійшла як Великий кам’яний театр, який вважався в кінці XVIII зразком театральної будівлі.
Мальовничі декоративні роботи у Великому кам’яному театрі виконав театральний архітектор і художник Л. Тишбейн. У 1783 проводилося налагодження устаткування, оздоблення інтер'єрів, благоустрій прилеглої території. Тоді ж театр і був відкритий.

## Перші кроки
Глядацька зала Великого театру мала форму еліпса і вміщувала до 3 000 осіб. У партері знаходилися три ряди крісел і 12 рядів лав, а крім того — бельетаж і три яруси лож. У центрі амфітеатру на рівні бельетажа розташовувалася царська ложа. У Великому театрі вистави давали три рази в тиждень. Один день тут виступала італійська трупа, другий — французька, третій — російська. Кожна вистава обов’язково закінчувалася балетом.

## Перебудова театру
У 1802 прийнято рішення надати театру більш парадний, величний вигляд. Ця робота була доручена архітектору Тома де Томон, проект і кошторис якого були ухвалені 12 квітня. Тоді ж в помічники Тома де Томон був призначений «архітекторський помічник» В. І. Беретті. Виробництво кам’яних робіт було доручено Д. І. Вісконті.
Французький архітектор практично повністю перебудував будівлю. Її було заново розплановано, всі приміщення отримали нову обробку.
Для збільшення обсягу, театральну будівлю було надбудовано на одну сажень (2,13 метра). У центрі головного фасаду був створений масивний виступ вперед — восьмиколонний портик з вільно розташованими колонами іонічного ордера. Вони тримали трикутний фронтон зі скульптурною композицією «Аполлон Кифаред в оточенні муз». Автором цієї композиції став скульптор Жак Тібо.
Строгий античний портик Великого кам’яного театру був легко пізнаваний не тільки жителями Санкт-Петербурга. По кутах від входу знаходилися Статуї Діани ланню і Латона. Над фронтоном була встановлена мармурова фігура покровительки артистів богині Мінерви. Вважалося, що своїм ликом Мінерва схожа на Катерину II.

Зберігся опис театру, складений самим Тома де Томон: 
|  | Перший поверх складається з круглого вестибюля, в який потрапляють через три головних входу. Направо і наліво сходи з розбіжними маршами, які ведуть на другий поверх. Будинок має дев’ять інших входів, виходи, сходи і коридори, що ведуть до них, каси і приміщення різних службовців… Прикраси внутрішніх залів в стилі грецьких театрів … Перший ряд лож утворює круглий амфітеатр, над яким височіють два інших ряду по тридцять дві ложі, розділені через одну колонами коринфського ордера. Бар'єр кожної ложі прикрашений гризайлью на золотом тлі. Ця внутрішня колонада увінчана аркадами останнього ярусу лож, підтримуваних Геніями і Слава, які відокремлюють рейки, які знаходяться вище . Фігури Геніїв і Слав кольору бронзи чудово гармонують з плафоном, де під склепіннями, прикрашеними арабесками, можна бачити зображення Муз. Плафон схожий на велику парасольку, розділену симетрично на двадцять чотири частини, в яких ми бачимо знаки зодіаку. В середині нього — алегорія ночі. Авансцена прикрашена арабесками. |

Утверджуючи проект, Олександр I розпорядився закінчити роботи вже до осені, що було виконано. Перебудова театру була проведена в надзвичайно короткий термін — всього за вісім місяців. У жовтні Д. Б. Скотті завершував розпис інтер'єрів за малюнками Томе де Томона. Приміщення були обладнані меблями. Імператор розпорядився 
|  | «кам’яний театр, перебудова і умеблювання, якого приведені до закінчення, віддати у розпорядження театральної дирекції». |

 Відкриття оновленого Великого кам’яного театру стало для Петербурга досить значущою подією.

## Ремонт Великого театру
Поспіх при переробці будівлі позначився на його якості. Уже 2 грудня 1802 року керуючий Кабінетом Гур'єв, по доповіді Тома де Томон, просив 1 000 рублів для устрою захисту стелі від води, так як 
|  | «від збігу численної публіки і по вогкості ще стін, через отвір, де піднімається люстра, проходять пари і нагромаджуються під покрівлею у вигляді густого туману, потім, звертаючись в водяні краплі, падають на стелю і, пробираючись крізь штукатурку, можуть зробити пошкодження живопису в плафоні». |

Необхідна Гур'єву сума була відпущена через два дні. На ці гроші було здійснено пропозицію Тома де Томона: понад стелею зробити іншу і потім покрити полотном, напоєним смолою.
Тома де Томон був призначений головним інспектором Великого театру, відповідальним за поточний ремонт будівлі. У 1810 за його вказівками намічалася реставрація люстри, ремонт її системи кріплення. Він же неодноразово звертався до дирекції імператорських театрів з пропозицією переробити печі. Архітектор наполягав на найм двох пічників, які б професійно стежили за їх станом. Погані печі послужили причиною пожежі в театрі, що трапилося в ніч з 5 на 6 січня 1810. Але полум’я тоді вдалося швидко погасити.
Так як перекладка печей зажадала б закриття театру на тривалий термін, до цього так і не приступили. А в ніч на 1 січня 1811 Великий кам’яний театр згорів вже остаточно. В гасінні пожежі і в ліквідації його наслідків брали участь близько 1 000 осіб. Свідок події Ф. Вигель писав:
|  | Нещасним випадком почався сумний 1811 рік. В той самий час, коли всі тішилися і танцювали, зустрічаючи його, Великий кам’яний театр, поблизу Коломни, заново оброблений, славний і великий, рівно опівночі загорівся. Ніякими засобами не могли вгамувати полум’я, і зарево його до ранку висвітлювало весь переляканий Петербург. |

Будівлю Великого кам’яного театру було відновлено до кінця січня 1818 року архітекторами А. К. Модюі і І. І. Гальберг за участю кам’яних справ майстрів Доменіко і Антоніо Адамін. Тома де Томон на той час уже не було в живих. Було збережено створений ним образ театру.

## Останній спектакль
У 1884 комісія на чолі з архітектором Н. А. Бенуа визнала стан будівлі Кам’яного театру незадовільним в протипожежному відношенні. У 1886 в Кам’яному театрі проведено останній спектакль (Кармен), після чого театр був закритий і в 1889 переданий Російському Музичному Суспільству. Після численних перебудов будівлю театру в 1891 розібрано. На місці Кам’яного театру в 1896 споруджено будинок консерваторії.